# Campanillas
Campanillas (9) es uno de los once distritos en que está dividida administrativamente la ciudad de Málaga, España. Según datos del Ayuntamiento de Málaga de enero de 2021, en el distrito 9 estaban censados 19.385 ciudadanos.
El distrito 9 es el distrito más occidental de la ciudad, situado en el límite con los términos municipales de Alhaurín de la Torre, Cártama y Almogía, en el valle formado por el río Campanillas. Al sur bordea la ribera del Guadalhorce y el distrito de Churriana por el sureste. Por el este limita con los distritos de Puerto de la Torre, Teatinos-Universidad y Cruz de Humilladero.

## Historia

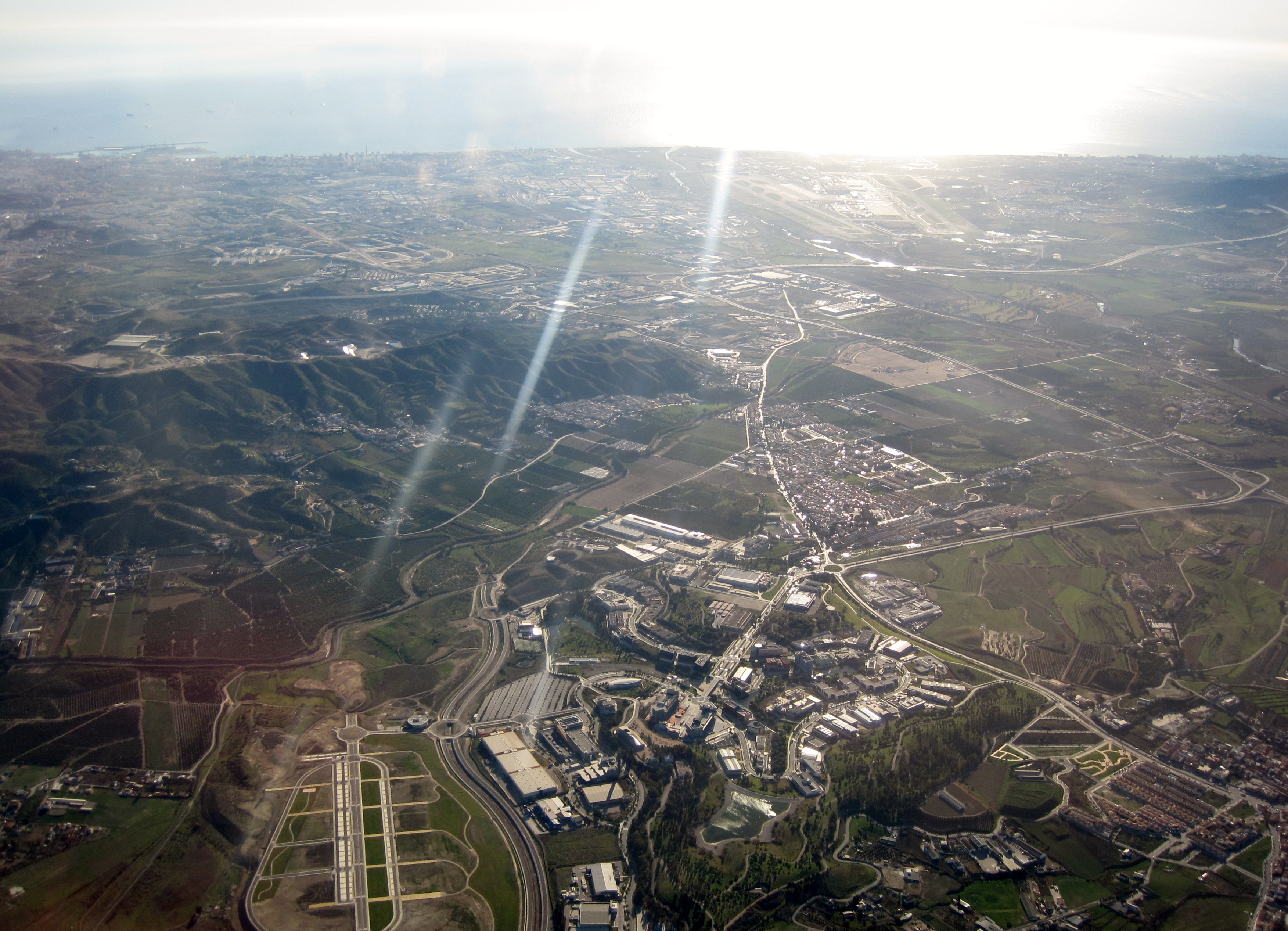
Vista aérea del distrito, en primer término el PTA.

Lo que en la actualidad es el barrio de Campanillas era una pequeña alquería del alfoz de Málaga, del que también formaban parte otros pequeños asentamientos vecinos, como Cupiana, antes de la toma de la ciudad por los Reyes Católicos en 1487. La vega estaba entonces rodeada por espesos bosques de encinas y en sus campos se cultivaba la vid, el olivo, la higuera y el almendro. Durante la guerra la zona sufrió las consecuencias de ser una zona fronteriza entre árabes y cristianos durante años, siendo objeto de constantes saqueos que mermaron su población y arruinaron a sus aldeas.
Tras la conquista, la zona no fue repoblada y quedó bajo la jurisdicción de la ciudad de Málaga, que dedicó las tierras de propiedad municipal para labor, arrendadas a jornaleros, y para la cría de ganado caballar, mientras que las demás tierras fueron repartidas entre la nobleza y el clero. Las tierras de propiedad privada estaban divididas en las haciendas de Santa Águeda, Colmenares, Cañadas de Lira, Quintana, Maqueda, Casmayor, Mendieta, Jurado, Campanillas y Rebanadillas.
En el siglo XIX, el ochenta por ciento de la población estaba formada por jornaleros y pequeños propietarios que trabajaban como braceros para completar sus sustento. Se agrupaban en los cortijos, donde los niños empezaban a trabajar como jornaleros a los 12 años y las niñas en el servicio doméstico. Además de las instalaciones agrícolas y las viviendas de los señores, los cortijos disponían de barracones para alojar a los temporeros, molinos, tiendas y capillas, en las que los trabajadores eran bautizados y se casaban.
Los cortijos servían también de viviendas de recreo para los propietarios, que se esforzaban en hacer notar su posición social y económica rodeándose de lujos. Algunos de los cortijos fueron construidos por arquitectos traídos de Inglaterra. Los jornaleros que no vivían en los barracones lo hacían en chozas hechas de cañas y barro. Con la construcción de una iglesia en la hacienda de Santa María y un puente de hierro sobre el río en las proximidades, la población comenzó a concentrarse alrededor de estos, surgiendo los llamados "portales", pequeñas viviendas de vecinos que frecuentemente se alquilaban.
Con las desamortizaciones, las dehesas dedicadas a la cría de caballos pasaron a ser cultivadas, principalmente de vid de la variedad moscatel para la producción de pasas y vino, que se exportaban tanto a Europa como a Estados Unidos. Además se cultivaban el algodón y la caña de azúcar así como cítricos y cereales. Los vinos de Campanillas llegaron a ser muy apreciados en los mercados anglosajones y se convirtieron en un negocio de grandes beneficios. Sin embargo, la plaga de filoxera afectó gravemente a este negocio, que no se recuperaría hasta bien entrado el siglo XX.
En el siglo XX tomó importancia la industria de los tejares, que fue puesta en marcha por inmigrantes procedentes de Las Gabias (provincia de Granada), siendo estos y sus descendientes buena parte de la población del distrito.

## Urbanismo
Muchos barrios de Campanillas no forman parte del continuo urbano de Málaga, sino que están separados entre sí y de la ciudad por medio de polígonos industriales y campos agrícolas. La Autovía del Guadalhorce sirve de eje vertebrador del distrito, comunicándolo con el resto de la ciudad y con Cártama (municipio del área metropolitana de Málaga).
En Campanillas se encuentran el parque tecnológico de Andalucía y la Antigua Azucarera del Tarajal. Otros edificios y lugares notables son la Central térmica de Campanillas, Mercamálaga, el Cortijo Jurado y el Cortijo Colmenares.

## Población
Según datos del Ayuntamiento de Málaga de enero de 2021, en el distrito Campanillas estaban censados 19.385 ciudadanos.
Población extranjera residente según nacionalidad
| País        | Población |
| ----------- | --------- |
| Marruecos   | 206       |
| China       | 83        |
| Rumania     | 78        |
| Paraguay    | 40        |
| Colombia    | 31        |
| Reino Unido | 30        |
| Italia      | 29        |
| Argentina   | 28        |
| Venezuela   | 23        |
| Otros       | 242       |
| Total       | 814       |

## Transporte público
A D. Francisco Olmedo Gutiérrez el 31 de julio de 1926 la Junta de Transportes, presidida por el gobernador civil de la provincia, le concedió la autorización para realizar transporte de viajeros desde los portales de la Fresneda donde vivía hasta Málaga, para ello, le construyeron un vehículo Chevrolet con carrocería mixta para poder transportar tanto viajeros como mercacias, el vehículo le costó unas 7000 ptas.
Tras un pequeño accidente donde se deterioró el cajón del vehículo y viendo que había más demanda de viajeros que de mercancías le construyeron una carrocería solo para transportar viajeros, donde las plazas estaban divididas en dos categorías, asientos delanteros de 1.ª clase que pagaban 1,50 ptas y los traseros eran de 3.ª clase que pagaban 1,00 ptas.
En 1930, compró unos terrenos y se instaló en Campanillas, donde todavía está la empresa (Herederos de Francisco Olmedo Gutiérrez S.A. "AUTOCARES OLMEDO") realizando desde entonces el servicio de Campanillas a Málaga, que en 1986 se prolongó hasta Sta. Rosalía y Maqueda, que fue la antigua línea M-130 de consorcio de transporte de Málaga. Tras la expiración de la concesión en 2015, la EMT Málaga pasó a realizar la línea con el número 19.

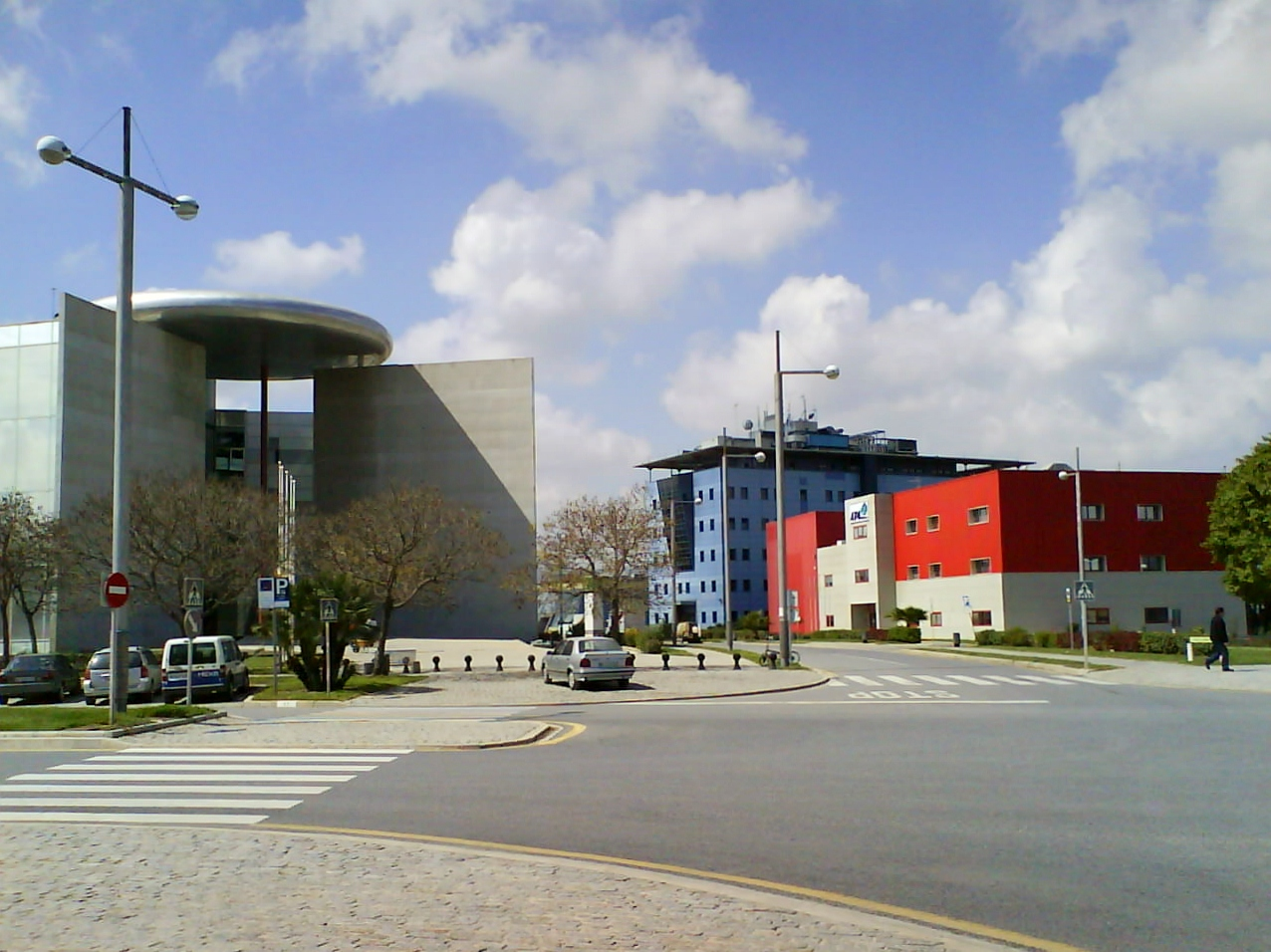
Edificios en el PTA.

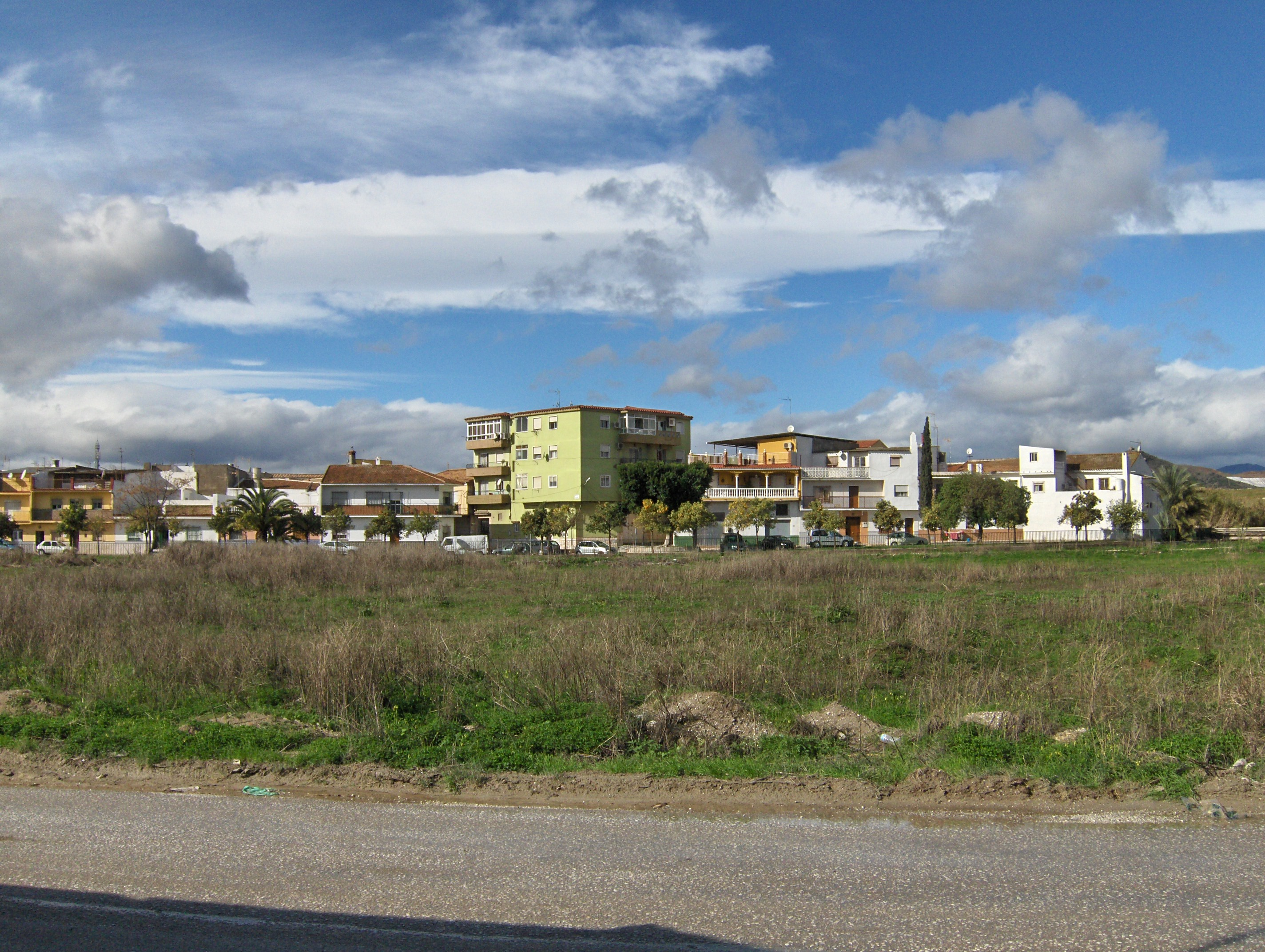
Barrio de El Tarajal.

Campanillas estará conectado a la red del metro de Málaga mediante las líneas 1, si se realiza el proyecto de extenderla hasta el parque tecnológico. Cuenta con una estación de la línea C2 del Cercanías Málaga: la estación de Campanillas, que lo conecta con el centro y otras poblaciones del Valle del Guadalhorce.

### Autobuses urbanos
Queda conectado mediante las siguientes líneas de la EMT:
| Línea | Trayecto                                                     | Recorrido | Frecuencia    |
| ----- | ------------------------------------------------------------ | --------- | ------------- |
| 19    | Paseo del Parque - Santa Rosalía (por calle Ortega y Gasset) | Recorrido | 25-30 minutos |
| 23    | Alameda Principal - Parque Cementerio                        | Recorrido | 25-30 minutos |
| 25    | Paseo del Parque - Santa Rosalía                             | Recorrido | 13-17 minutos |
| 25E   | Paseo del Parque - Parque Tecnológico                        | Recorrido | 4 salidas     |
| 28    | Santa Águeda - Los Núñez                                     | Recorrido | 85 minutos    |

### Autobuses interurbanos
Mediante las siguientes líneas de autobús interurbano del Consorcio de Transporte Metropolitano del Área de Málaga:
| Línea | Trayecto                                        | Información        |
| ----- | ----------------------------------------------- | ------------------ |
| M-131 | Málaga-Cártama                                  | Horarios y Paradas |
| M-146 | Cártama-El Sexmo-Teatinos-Málaga                | Horarios y Paradas |
| M-147 | Málaga-Teatinos-Cártama                         | Horarios y Paradas |
| M-148 | Málaga-El Sexmo-Cártama                         | Horarios y Paradas |
| M-336 | Guaro-Málaga (Por Alhaurín el Grande y Cártama) | Horarios y Paradas |
| M-344 | Málaga-Tolox (por Cártama y Alhaurín el Grande) | Horarios y Paradas |
| M-345 | Málaga-Coín (por Cártama)                       | Horarios y Paradas |

## Barrios
Amoníaco, Campanillas, Castañetas, Centro de Transporte de Mercancías, Colmenarejo, El Brillante, urbanización Segovia, El Prado, El Tarajal, estación de Campanillas, parque industrial Trévenez, Huertecilla Mañas, Industrial Intelhorce, Industrial Pilar del Prado, La Estación, La Fábrica, Las Manseras, Loma del Campo, Los Asperones 2, Los Chopos, Maqueda, Mercamálaga, Miranda, Oliveros, parque Cementerio, parque tecnológico, Pilar del Prado, polígono industrial La Huertecilla, Roquero, Santa Águeda, Santa Rosalía, Segovia, Vallejo.